# Bushrod Johnson
Bushrod Rust Johnson (7. oktober 1817 – 12. september 1880) var en lærer, universitetsrektor og konfødereret general i den amerikanske borgerkrig. Han var en af en håndfuld konfødererede generaler som var født og opvokset i Nordstaterne.

## Tidlige liv
Johnson blev født i Belmont County, Ohio. Han tog eksamen fra West Point i 1840 og blev udnævnt til sekondløjtnant i 3rd U.S. Infantry. Han kæmpede i Seminolekrigene i Florida og i den Mexicansk-amerikanske krig. Han blev tvunget til at trække sig ud af hæren i 1847 efter at være blevet beskyldt for at stjæle kontrabande varer. Han arbejdede som lærer, professor i filosofi og kemi på Western Military Institute, Georgetown, Kentucky (1851), og professor i ingeniørkunst ved University of Nashville (1855). I denne periode var han aktiv i staternes militser i Kentucky og Tennessee.

## Borgerkrigen
Efter udbruddet af borgerkrigen blev han oberst af ingeniørtropperne i militsen i Tennessee den 28. juni 1861, og en uge senere blev denne udnævnelse ændret til at være i den konfødererede hær.
Han stod bag opførelsen af Fort Donelson på Cumberlandfloden i Tennessee og blev forfremmet til brigadegeneral den 24. januar 1862, få dage før Slaget ved Fort Donelson. Han havde kommandoen over en fløj af hæren ved Donelson, men blev i praksis overskygget af den mere politisk drevne brigadegeneral Gideon J. Pillow, som førte venstre fløj i et voldsomt angreb i et forsøg på at bryde ud og undslippe fra det omringede fort. Fortet og dets hær overgav sig til generalmajor Ulysses S. Grant den 16. februar 1862, men Johnson kunne gå uhindret ud gennem de hullede Unionslinier og undgik tilfangetagelse.
Johnson førte en brigade i Army of Mississippi i slaget ved Shiloh, og på 2. dagen blev han leder af en division, men blev alvorligt såret da en artillerigranat sprang. Efter at være blevet rask første han sin brigade i Braxton Bragg's invasion af Kentucky og slaget ved Perryville efterfulgt af Slaget ved Stones River, Slaget ved Chickamauga, samt under James Longstreet i Slaget ved Fort Sanders.
Efter at være blevet forfremmet til generalmajor den 21. maj 1864 foregik resten af Johnson's tjeneste i Army of Northern Virginia under Robert E. Lee. Johnson førte en division i den del af skyttegravene, som var bemandet af tropper fra South Carolina i Slaget ved Krateret. De erobrede tre faner og 130 fanger den dag. Hans mænd tilbragte resten af belejringen af Petersburg i skyttegravene, og sluttede med Slaget ved White Oak Road og Slaget ved Five Forks. Hans division blev rystet i Slaget ved Sayler's Creek den 6. april 1865, om end han selv kunne undslippe. Han blev frigivet ved Appomattox Court House uden kommando.

## Efter krigen
Johnson vendte tilbage til at undervise og blev professor og vicerektor (1870) på University of Nashville sammen med den tidligere konfødererede General Edmund Kirby Smith. Hans helbred var dårligt, og i 1875 trak han sig tilbage til en farm i Brighton, Illinois, hvor han døde i 1880. Han blev først begravet i Miles Station, nær Brighton, men blev genbegravet i 1975 på Old City Cemetery i Nashville, Tennessee, for at komme til at ligge ved siden af sin kone Marys grav.

## Eksterne links
- Bushrod Johnson på Find-A-Grave
- Tidligere grave på Find-A-Grave